# Sur la planche
Pour plus de détails, voir Fiche technique et Distribution.
Sur la planche est un film marocain réalisé par Leïla Kilani, sorti en 2011.
Il est présenté à la Quinzaine des réalisateurs au Festival de Cannes 2011. Il a reçu le Prix du Jury-Mention spéciale (Paris cinéma, 2011), ainsi que 20 nominations.

## Synopsis
Ce film est centré sur Badia, une jeune femme de 20 ans. Elle travaille avec son amie Imane dans une usine de décorticage de crevettes à Tanger. Mais elles rêvent de travailler dans la zone franche de la ville, en tant qu'ouvrières textiles(payé au mois et non à la tâche). En attendant, elles font la connaissance de deux jeunes femmes, Nawal et Asma qui usent elles aussi de leur charme pour arrondir les fins de mois qu'elles passent, elles, à l'usine tant convoitée des vêtements européens. Ensemble, elles commencent à monter des coups d'une toute autre ampleur que les vols auxquels elles s'étaient habituées. Mais le casse d'une cargaison de smartphones tourne mal et ramène le film à sa scène initiale.

## Fiche technique
- Titre français : Sur la planche
- Réalisation : Leïla Kilani
- Scénario : Leïla Kilani
- Pays d'origine : Maroc
- Format : Couleurs - 35 mm - 1,85:1
- Genre : drame
- Durée : 110 minutes
- Date de sortie :
  -  France : 19 mai 2011 (Festival de Cannes 2011), 1er février 2012 (sortie nationale)

## Distribution
- Soufia Issami : Badia
- Mouna Bahmad : Imane
- Nouzha Akel : Asma
- Sara Bitioui : Nawal